# Línea 2 (TUC Pamplona)
| 2 | Nafarroako Gorteak ↔ Etxabakoitz Cortes de Navarra ↔ Echavacóiz |

La línea 2 del Transporte Urbano Comarcal de Pamplona (EHG/TUC) es una línea de autobús urbano que conecta el barrio de Echavacóiz con el centro de Pamplona.
A lo largo de su recorrido conecta lugares importantes como la plaza de toros Monumental, el Frontón de Labrit, la plaza del Castillo, la calle Estafeta, el Teatro Gayarre, la plaza de las Merindades, la plaza Príncipe de Viana, la estación de autobuses, la plaza de los Fueros, la Ciudadela de Pamplona, el parque Yamaguchi y el Complejo Hospitalario de Navarra.

## Historia
La línea abrió en 1953, explotada por la empresa La Villavesa S.A.. Unía Echavacóiz con Iturrama a través de la plaza de la Argentina, actual plaza del Vínculo.
En 1969, tras el cierre de La Villavesa S.A., la línea pasa a manos de la COTUP.
En 1999, con la reordenación del Transporte Urbano Comarcal, se modifica el recorrido, pasando primero por Iturrama y después por Echavacóiz.
En septiembre de 2017, con el conocido como Plan de Amabilización del Centro de Pamplona, se eliminó el recorrido por la Calle Navarro Villoslada y la plaza de las Merindades, en sentido Cortes de Navarra, y se sustituyó por el recorrido actual, por la avenida Zaragoza y la avenida San Ignacio, rompiendo así un poco más el esquema radial de la red, cuyo nodo central era antes la plaza de las Merindades, aunque sigue siendo un nodo importante.
El 21 de enero de 2019 entró en vigor una nueva parada en la avenida San Ignacio, conectando directamente esta línea con las circulares a Ansoáin (líneas 3 y 21), con el objetivo de mejorar las conexiones entre ambas líneas.

## Explotación

### Frecuencias
La línea está operativa todos los días del año. Estas son las frecuencias:
- Laborables: 10' (de 07:25 a 20:10) - 15' (de 06:55 a 07:25 y de 19:45 a 22:15)
- Sábados: 12' (de 09:30 a 22:19) - 15' (de 06:55 a 09:30)
- Domingos y festivos: 15' (de 07:00 a 17:00) - 20' (de 17:00 a 22:15)

### Recorrido
Todos los autobuses realizan todo el recorrido.

## Paradas
|  | Parada                                            | Parada | Parada | Parada | Parada                                                    | Municipio | Correspondencia                           |  |
|  | ------------------------------------------------- | ------ | ------ | ------ | --------------------------------------------------------- | --------- | ----------------------------------------- |  |
|  | Calle Cortes de Navarra nº1                       |        | ■      |        | Nafarroako Gorteen Kalea 1                                | Pamplona  | 3 5 6 11 21                               |  |
|  | Calle de los Teobaldos nº1-5                      |        | ■      |        | Teobaldoaren Kalea 1-5                                    | Pamplona  | 1 3 4 5 6 8 9 10 11 12 17 18 20 22 23 25  |  |
|  | Avenida de Zaragoza nº6-8                         |        | ■      |        | Zaragozako Etorbidea 6-8                                  | Pamplona  | 1 3 4 5 8 9 10 11 12 15 17 18 20 21 23 25 |  |
|  | Avenida de Zaragoza (frente nº13)                 |        | ■      |        | Zaragozako Etorbidea (13aren parean)                      | Pamplona  | 1 5 11 23                                 |  |
|  | Avenida de Sancho el Fuerte (frente nº1)          |        | ■      |        | Antso Azkarraren Etorbidea (1aren parean)                 | Pamplona  | 1 23                                      |  |
|  | Avenida de Sancho el Fuerte (frente nº21)         |        | ■      |        | Antso Azkarraren Etorbidea (21aren parean)                | Pamplona  | 1 23                                      |  |
|  | Calle de Esquíroz nº6                             |        | ■      |        | Ezkirotzeko Kalea 6                                       | Pamplona  | 23                                        |  |
|  | Calle de Esquíroz (Calle Iturrama)                |        | ■      |        | Ezkirotzeko Kalea (Iturrama Kalea)                        | Pamplona  | 5 19 23                                   |  |
|  | Calle de Iturrama nº24                            |        | ■      |        | Iturramako Kalea 24                                       | Pamplona  | 19                                        |  |
|  | Calle de Iturrama (Calle Fuente del Hierro)       |        | ■      |        | Iturramako Kalea (Fuente del Hierro Kalea)                | Pamplona  | 1                                         |  |
|  | Calle de Iturrama (Calle Pintor Asenjo)           |        | ■      |        | Iturramako Kalea (Asenjo Pintorea Kalea)                  | Pamplona  | 4 15 18                                   |  |
|  | Avenida de Pio XII nº30                           |        | ■      |        | Pio XIIaren Etorbidea 30                                  | Pamplona  | 4 15 18                                   |  |
|  | Avenida de Pio XII (Clínica Universitaria)        |        | ■      |        | Pio XIIaren Etorbidea (Unibertsitateko Klinika)           | Pamplona  | 4 15 18                                   |  |
|  | Avenida de Arostegui (Puente de Echavacóiz)       |        | ■      |        | Arostegiko Etorbidea (Etxabakoitzeko Zubia)               | Pamplona  | 15 18                                     |  |
|  | Avenida de Arostegui (frente Inquinasa)           |        | ■      |        | Arostegiko Etorbidea (Inquinasaren parean)                | Pamplona  | 15 18                                     |  |
|  | Echavacóiz (Grupo Urdanoz)                        |        | ■      |        | Etxabakoitz (Urdanotz taldea)                             | Pamplona  |                                           |  |
|  |                                                   |        |        |        |                                                           |           |                                           |  |
|  | Echavacóiz (Grupo Urdanoz)                        |        | ■      |        | Etxabakoitz (Urdanotz taldea)                             | Pamplona  |                                           |  |
|  | Echavacóiz nº3                                    |        | ■      |        | Etxabakoitz 3                                             | Pamplona  |                                           |  |
|  | Avenida de Arostegui (Inquinasa)                  |        | ■      |        | Arostegiko Etorbidea (Inquinasa)                          | Pamplona  | 15 18                                     |  |
|  | Avenida de Arostegui nº7                          |        | ■      |        | Arostegiko Etorbidea 7                                    | Pamplona  | 15 18                                     |  |
|  | Avenida de Pio XII (frente Clínica Universitaria) |        | ■      |        | Pio XIIaren Etorbidea (Unibertsitateko Klinikaren parean) | Pamplona  | 4 15 18                                   |  |
|  | Avenida de Pio XII nº41                           |        | ■      |        | Pio XIIaren Etorbidea 41                                  | Pamplona  | 4 15 18                                   |  |
|  | Calle de Iturrama (Avenida Pio XII)               |        | ■      |        | Iturramako Kalea (Pio XII Etorbidea)                      | Pamplona  | 4 15 18                                   |  |
|  | Calle de Iturrama (Calle Fuente del Hierro)       |        | ■      |        | Iturramako Kalea (Fuente del Hierro Kalea)                | Pamplona  | 1                                         |  |
|  | Calle de Iturrama (Plaza Felix Huarte)            |        | ■      |        | Iturramako Kalea (Felix Huarte Plaza)                     | Pamplona  | 19                                        |  |
|  | Calle de Esquíroz nº31                            |        | ■      |        | Ezkirotzeko Kalea 31                                      | Pamplona  | 5 19 23                                   |  |
|  | Calle de Serafín Olave nº11                       |        | ■      |        | Serafin Olavearen Kalea 11                                | Pamplona  |                                           |  |
|  | Calle de Serafín Olave (Calle Abejeras)           |        | ■      |        | Serafin Olavearen Kalea (Abejeras Kalea)                  | Pamplona  |                                           |  |
|  | Calle Abejeras (frente nº12)                      |        | ■      |        | Abejeras Kalea (12aren parean)                            | Pamplona  | 1 23                                      |  |
|  | Avenida de Zaragoza nº13                          |        | ■      |        | Zaragozako Etorbidea 13                                   | Pamplona  | 1 5 11 23                                 |  |
|  | Avenida de Zaragoza nº1                           |        | ■      |        | Zaragozako Etorbidea 1                                    | Pamplona  | 1 3 4 5 8 9 10 11 12 15 17 18 20 21 23 25 |  |
|  | Avenida de San Ignacio (frente nº12)              |        | ■      |        | San Inazioaren Etorbidea (12aren parean)                  | Pamplona  | 3 21                                      |  |
|  | Calle Cortes de Navarra nº1                       |        | ■      |        | Nafarroako Gorteen Kalea 1                                | Pamplona  | 3 5 6 11 21                               |  |

## Tráfico
| Año  | Pasajeros | Variación |
| ---- | --------- | --------- |
| 2018 | 1 199 739 | ▲ 2,5%    |
| 2019 | 1 229 551 | ▲ 2,5%    |

## Futuro
No se prevén nuevas extensiones o modificaciones del servicio por ahora.